# Kučajna
Kučajna (en serbe cyrillique : Кучајна) est un village de Serbie situé dans la municipalité de Kučevo, district de Braničevo. Au recensement de 2011, il comptait 379 habitants.
Kučajna est un village fortifié.

## Démographie

### Évolution historique de la population
| 1948 | 1953 | 1961 | 1971 | 1981 | 1991 | 2002 | 2011 |
| ---- | ---- | ---- | ---- | ---- | ---- | ---- | ---- |
| 597  | 649  | 635  | 583  | 588  | 570  | 468  | 379  |

|  |